# Sonate pour piano et violon K. 306
Sonate palatine
La Sonate pour piano et violon no 23 en ré majeur K. 306/300l est une sonate pour piano et violon de Mozart, composée à Paris durant l'été 1778.
Le manuscrit est dans une collection privée aux États-Unis. La sonate associée à cinq autres sonates a été publiée en 1778 à Paris chez Sieber, avec le numéro d'opus 1. Ce recueil a été dédié à la princesse Marie Élisabeth, Électrice du Palatinat. C'est la raison pour laquelle les sonates qui composent l'opus 1 sont connues sous le nom de « Sonates palatines ».

## Analyse de l'œuvre
L'œuvre comporte trois mouvements :
1. Allegro con spirito, en ré majeur, à , 2 sections répétées 2 fois (mesures 1 à 74, mesures 75 à 172), 172 mesures - partition
2. Andante cantabile, en sol majeur, à 
, 2 sections répétées 2 fois (mesures 1 à 34, mesures 35 à 85), 85 mesures - partition
3. Allegretto, à 
 ➜ Allegro, à 
 (mesure 30) ➜ Allegretto, à 
 (mesure 95) ➜ Allegro assai, à  (mesure 187) ➜ Andantino (mesure 230) ➜ Adagio (mesure 248) ➜ Allegro, à 
 (mesure 249), en ré majeur, 261 mesures - partition

- Durée d'exécution: environ 25 minutes.